# Eileen Hiscock
Eileen May Hiscock (gift Wilson), född 25 augusti 1909, död 3 september 1958, var en brittisk friidrottare med löpgrenar som huvudgren. Hiscock var världsrekordhållare och blev medaljör vid OS 1932 i Los Angeles och OS 1936 i Berlin samt vid Damolympiaden 1930 i Prag och 1934 i London och var en pionjär inom damidrott.

## Biografi
Hiscock föddes 1909 i Blackheath i Storlondon. I ungdomstiden var hon aktiv friidrottare, hon tävlade främst i kortdistanslöpning (100 meter, 200 meter och stafett. Senare gick hon med i idrottsföreningen "London Olympiades" i London.
1929 satte Hiscock världsrekord på 10 x 100 meter för klubblag (med Rose Thompson, Muriel Cornell, Elsie Maguire, Eileen Hiscock, Marion King, Daisy Ridgley, Winifred Weldon, G Lewis, Audrey Brown och Ethel Scott) vid tävlingar i Mitcham 14 september.
1930 deltog Hiscock vid damolympiaden i Prag, under tävlingen tog hon silvermedalj i stafettlöpning 4 x 100 meter (med Hiscock som förste löpare, Ethel Scott, Ivy Walker och Daisy Ridgley).
1932 tävlade hon vid Olympiska spelen i Los Angeles, under tävlingarna vann hon bronsmedalj med stafettlaget på 4 x 100 meter (med Hiscock som förste löpare, Gwendoline Porter, Violet Webb och Nellie Halstead). Sluttiden var även nytt europarekord.
1934 deltog hon vid British Empire Games 4-11 augusti, under tävlingen tog hon guldmedalj i löpning 100 yards och 220 yards, guldmedalj i stafett medley 440 yards (med Hiscock, Nellie Halstead och Elsie Maguire) och silvermedalj med stafettlaget på 660 yards (220 + 110 + 220 + 110, med Hiscock som förste löpare, Nellie Halstead, Ethel Johnson och Ivy Walker). Samma år tävlade Hiscock även vid damolympiaden i London, under tävlingen tog hon bronsmedalj i löpning 100 meter och 200 meter.
1936 blev Hiscock åter olympisk medaljör när hon tog silvermedalj i stafett 4 x 100 meter (med Hiscock som förste löpare, Violet Olney, Audrey Brown och Barbara Burke) i Berlin.
Senare drog hon sig tillbaka från tävlingslivet, Hiscock dog 1959 i Hackney i London.